# Bathybatini
Bathybatini là tông của họ Cá hoàng đế Châu Phi và là loài đặc hữu ở hồ Tanganyika.